# 雪花石膏拟鼻螺
雪花石膏拟鼻螺（学名：Diminovula alabaster）是海兔螺科的一种。舊屬拟鼻螺属，今屬得米梭螺属。

## 分佈
本物種見於中国大陆福建至廣東沿海及台灣，常栖息在潮间带至水深60米海域。